# Pologne (Holmès)
Pologne est un poème symphonique d'Augusta Holmès créé en 1883.

## Présentation
Pologne est un poème symphonique inspiré par un tableau de Tony Robert-Fleury, le Massacre de Varsovie.
L'œuvre possède en épigraphe la phrase suivante : « Tu prieras, tu riras, tu danseras, et les balles de l'ennemi traverseront tes fêtes, et tu subiras le martyre, triomphante, en chantant »,.
La partition est créée à Angers le 11 novembre 1883 par l'Association artistique de la ville, sous la direction de Jules Bordier, et redonnée sous la direction de Jules Pasdeloup le 9 décembre 1883 à Paris, au Cirque d'Hiver, où elle est bissée,,. Devant le succès rencontré, Pasdeloup remet la pièce à l'affiche la semaine suivante, puis en mars 1887.
En octobre 1881, la composition est indiquée achevée dans la revue musicale Le Ménestrel,. Possiblement, elle daterait même de 1878, selon une mention d'Édouard Dujardin dans Le Progrès artistique,.

## Structure
L'œuvre, d'une durée moyenne d'exécution de dix minutes environ, est en un mouvement qui peut se subdiviser en plusieurs parties : une introduction, une mazurka pour la fête, et un finale explosif,.

## Réception
L'accueil du public lors des premières auditions est enthousiaste,,.
Selon Eugène de Bricqueville, critique musical du Ménestrel, « l'attirail ordinaire des compositions « patriotiques » est ici très discrètement aménagé. De plus, la facture de l'instrumentation met en relief des idées originales, bien en rapport avec le sujet proposé, et qui ne tombent bien dans la puérilité ou l'enflure ».
Lors de la création angevine, M. de Romain écrit dans Angers-Revue : « Si Mlle Holmes est de celles qui aiment à prendre la lyre pour chanter les douleurs des opprimés et des vaincus, c'est que leurs plaintes trouvent chez elle de l'écho sympathique qui résonne dans toutes les âmes ardentes et les natures généreuses, c'est qu'elle sent et comprend avec eux les misères de la servitude et laisse, en évoquant des souvenirs d'écrasement et d'oppression, tomber ces larmes qui ne sont pas feintes et dont la sincérité nous émeut et nous louche. Nous avons entendu dimanche une musique écrite avec le cœur ; ce n'est pas seulement convaincu, c'est senti... ».
D'après la Gazette artistique de Nantes, Augusta Holmès reçoit « manifestations, couronnes et bouquets de la Colonie polonaise ».
Pour Christian de Trogoff, dans Gil Blas, « Pologne nous semble une des plus belles pages musicales qui aient été écrites depuis bien longtemps. Par la passion, par le mouvement, par la beauté des thèmes vraiment inspirés, autant que par la magnificence de l'orchestration, c'est une œuvre d'un effet irrésistible »,.

## Discographie
- Poèmes symphoniques : Andromède, Irlande, Pologne, Ouverture pour une comédie, La Nuit et l'Amour, Augusta Holmès, Orchestre philharmonique de Rhénanie-Palatinat, direction Samuel Friedmann, Marco Polo 8.223449, 1994.